# 제시카 카반
제시카 카반(Jessica Caban, 1982년 6월 13일 ~ )은 미국의 배우, 댄서, 모델, 영화배우, 패션 디자이너이다. 모델 라티나(Model Latina)의 참가자였으며 최초의 모델 라티나 챔피언으로 선정되었다.

## 어린 시절
카반은 1982년 6월 13일 뉴욕시의 푸에르토리코인 부모에게서 태어나 스패니시 할렘에서 자랐다.

## 영화
- S 메이트 (2010년)
- 제인 더 버진